# Сіонська світлиця
Сіонська світлиця, Світлиця Таємної вечері, Світлиця Тайної вечері або сенакулюм (лат. Coenaculum; івр. חדר הסעודה האחרונה) — кімната в якій згідно Біблії проходила Тайна вечеря та сходження Святого Духа на апостолів. Названа світлиця Сіонською, бо знаходиться над гробом царя Давида на пагорбі «Сіон» міста Єрусалиму. Назва «Таємної вечері» мала два значення: встановлення святого Таїнства Євхаристії та секретної зустрічі під час переслідування.

## Історія
Будівля, на яку Святе Передання вказує як на Сіонську світлицю, розташована на вершині гори Сіон, поза стінами Старого міста, неподалік від Сіонських воріт. За минулі століття вона руйнувалася і перебудовувалася. 
- На цьому місці була споруджена церква, зведена Святою рівноапостольної Оленою в IV столітті, згодом зруйнована.
- Нинішнє приміщення Сіонської світлиці зведено хрестоносцями у XII столітті.
- До XVI століття Сіонська світлиця знаходилась у володінні францисканців, потім була перетворена на мечеть.

У світлиці є дві каплиці, розташовані одна над іншою. Світлицею є другий поверх будівлі, на першому поверсі сьогодні знаходиться гробниця царя Давида та синагога. Від середньовічних будівель збереглося кілька колон і зведення з зображенням «пасхального ягня». 
Нині Сіонська світлиця не належить жодній з церков і знаходиться у веденні Ізраїльського уряду, вхід для всіх відвідувачів вільний і безкоштовний.

## У християнстві
У християнській традиції, вважається (Дії 1:13), що Сіонська світлиця була не тільки місцем де Ісус Христос і його дванадцять апостолів влаштували пасхальну трапезу «Таємну вечерю», після якої Ісус був заарештований (Мат. 26:17-29), а й місцем, де перебували апостоли в Єрусалимі, а також першою християнською церквою. 
У цьому самому місці стались Явління Христа учням після Воскресіння (Мр. 16:14, Лк. 24:33, Ів. 20:19-23, Ів. 20:26-28); відбулись збори учнів після Вознесіння Христа (Дії 1:13); 
обрання Маттія до числа дванадцяти апостолів (Дії 1:15-26);
сходження Святого Духа на учнів в день П'ятидесятниці (Дії 2:1-4).

## Галерея

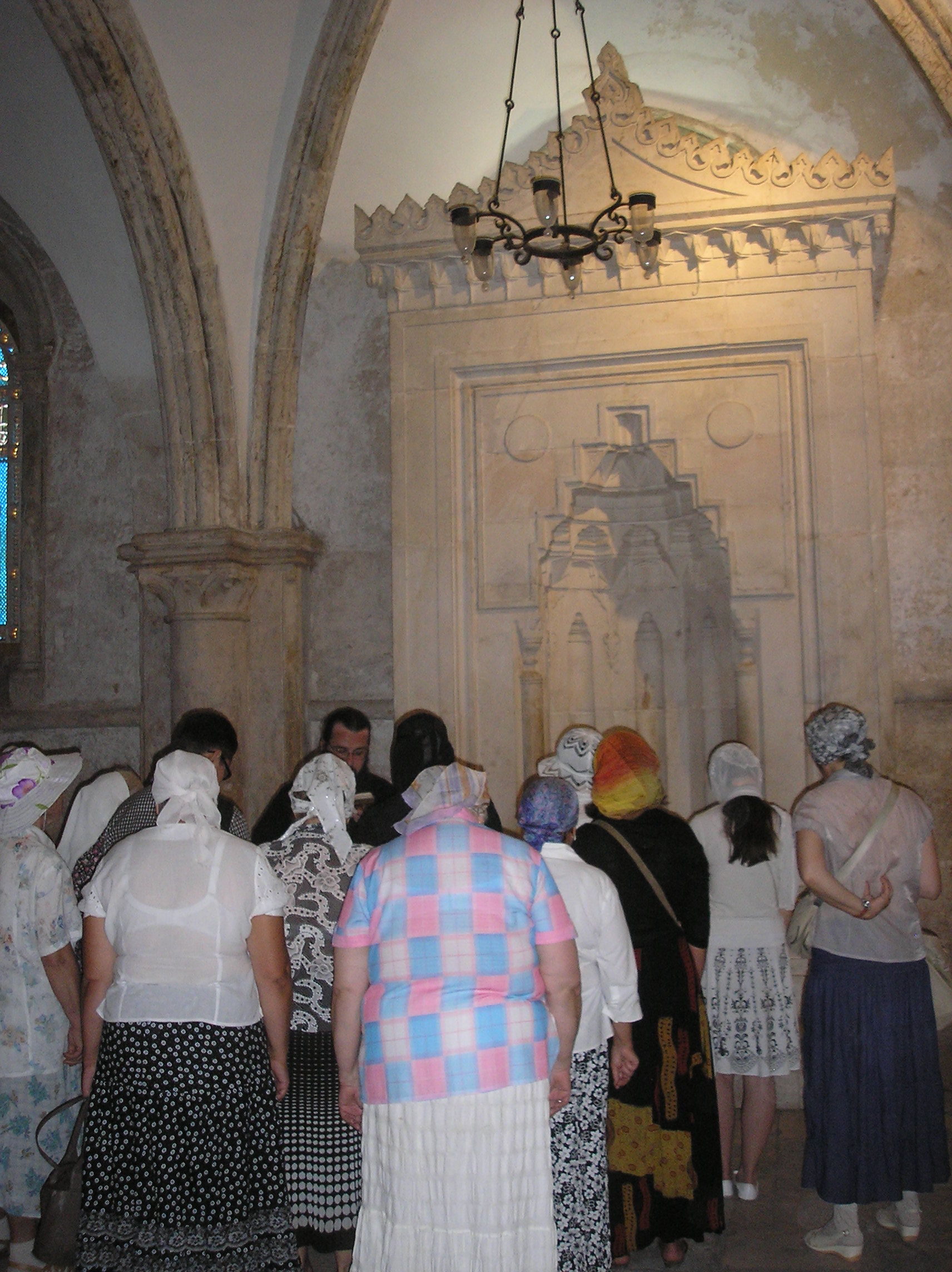
Паломники у Сіонській світлиці
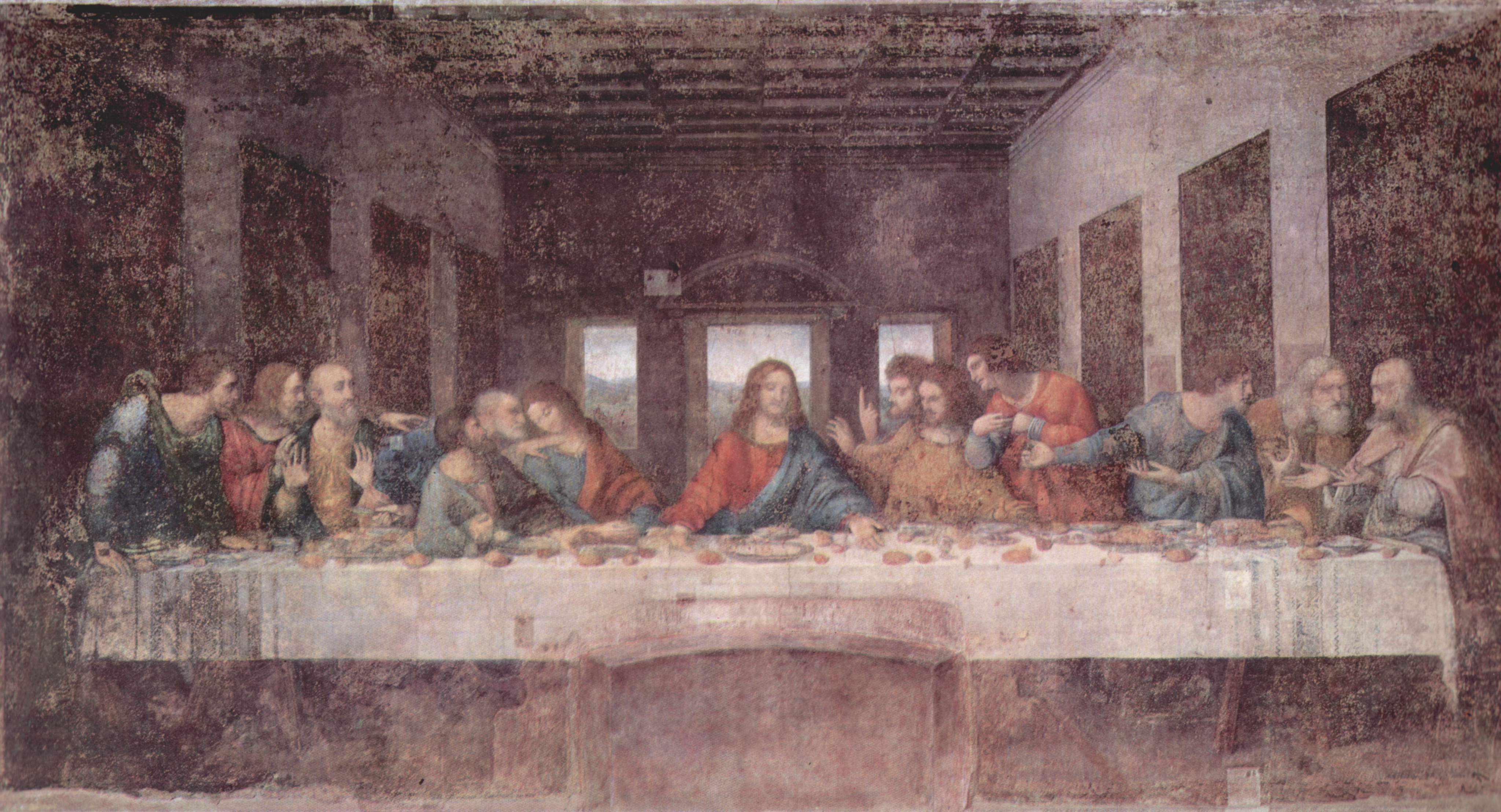
Європейське уявлення Леонардо да Вінчі 1495-1497 років про Таємну вечерю у Сіонській світлиці (насправді по-східному лежали та сиділи на вечері без меблів навколо страв)
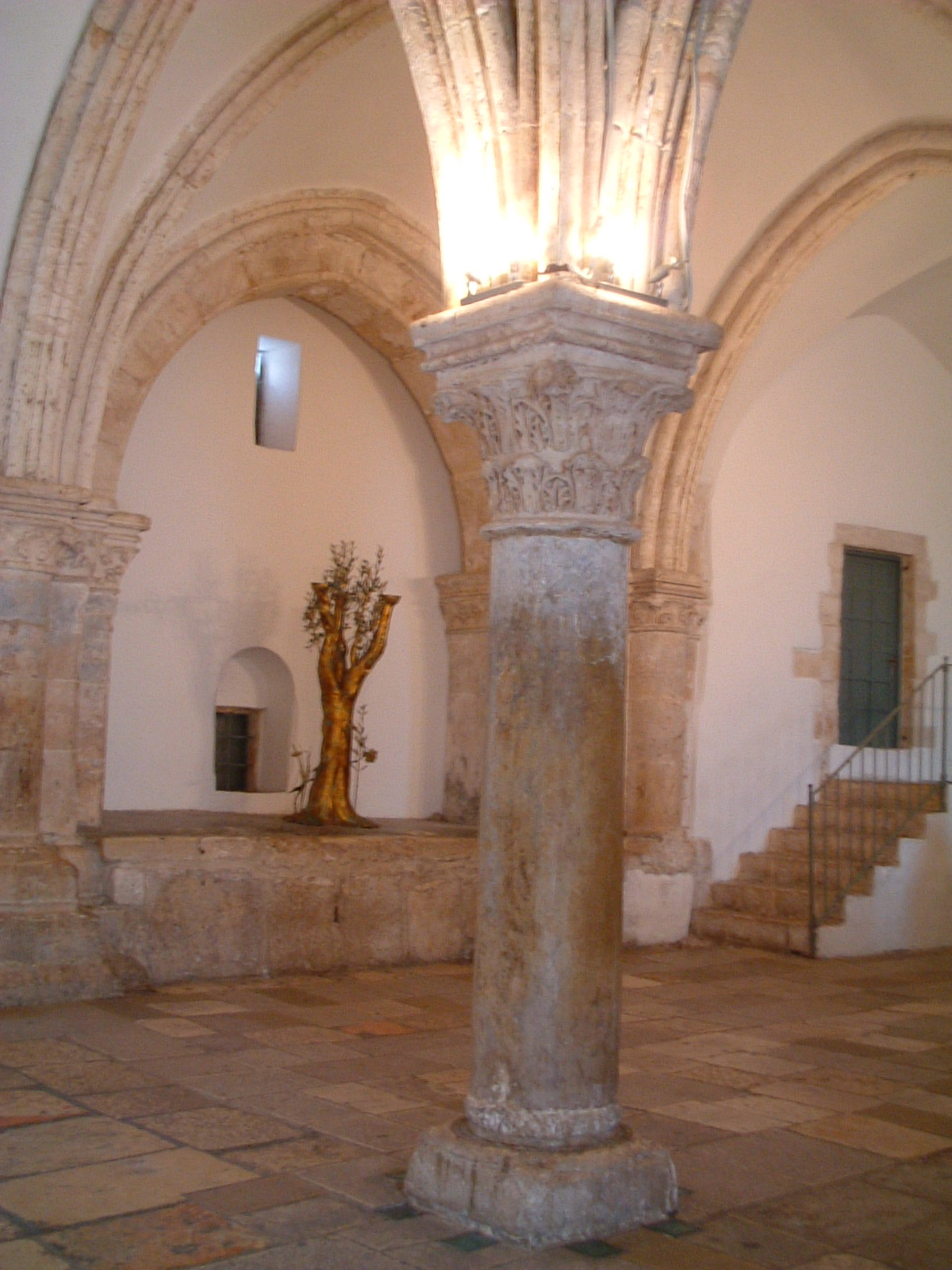
стеля Сіонської світлиці пізнього будівництва
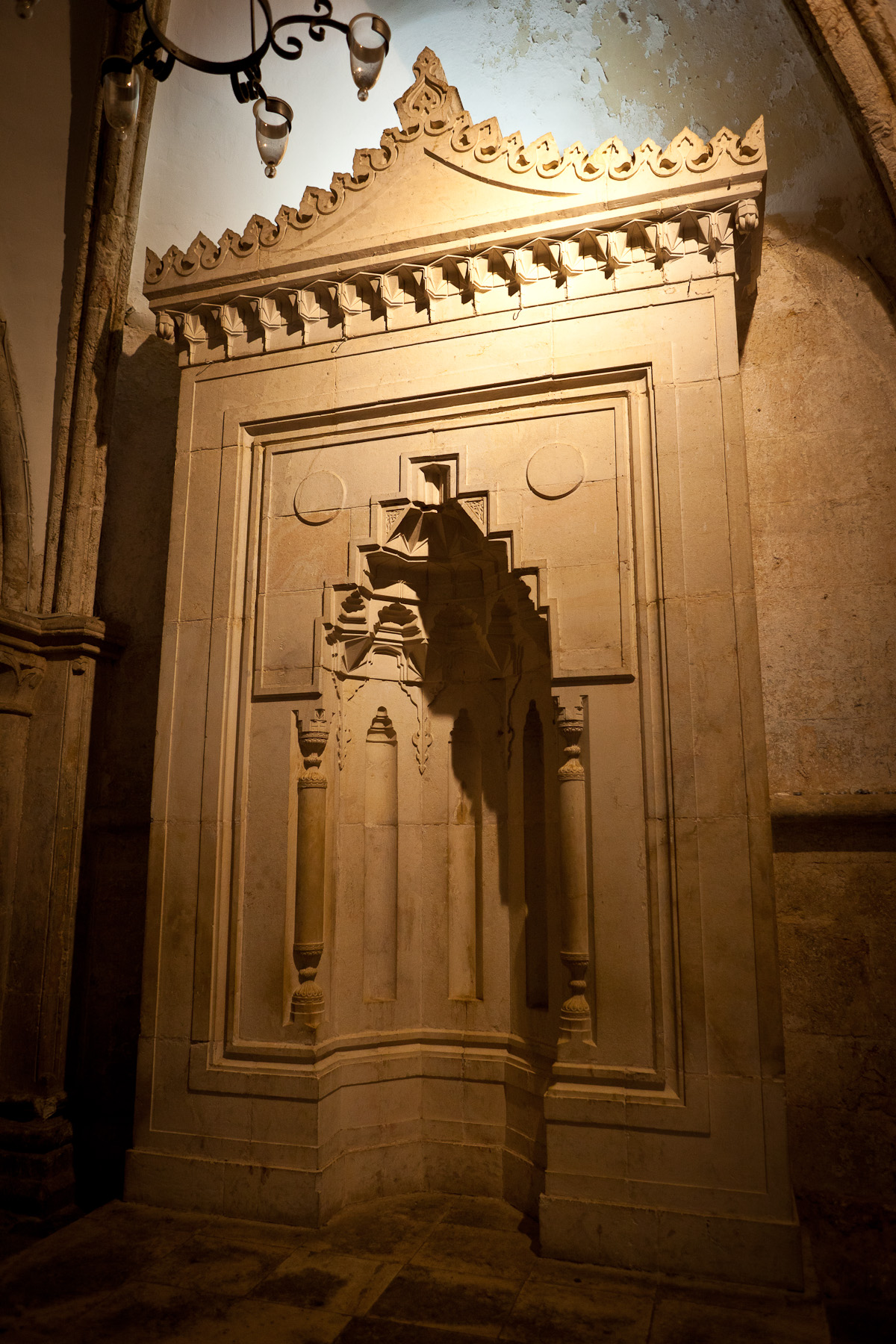
залишок від мечеті в стіні Сіонської світлиці пізнього будівництва
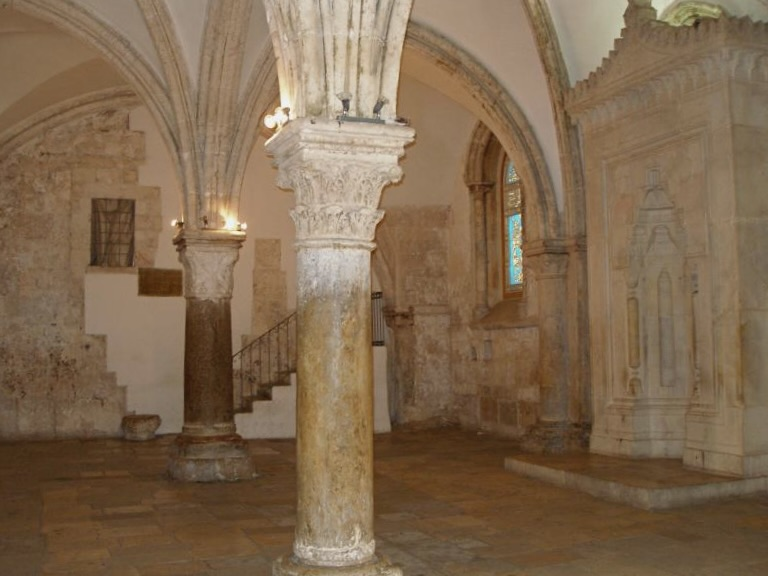
інтер'єр Сіонської світлиці